# Rivière Trout (Vermont)
Pour les articles homonymes, voir Rivière Trout.
La rivière Trout (Français: Rivière à la Truite) est un affluent de la rivière Missisquoi, coulant successivement dans les municipalités de Montgomery, à Enosburg et à East Berkshire, dans comté de Franklin, dans le nord du Vermont aux États-Unis.
La vallée de la rivière Trout est desservie par North Main Street (VT 118) passant sur la rive nord-est de la rivière. Tandis que la partie supérieure est desservie par le Jay Mountain Road (route 242) (côté nord de la rivière) et par le Hazens Notch Road (route 58) du côté sud.
La surface de la rivière Trout est généralement gelée de la mi-décembre à la mi-mars, à l'exception des zones de rapides; cependant, la circulation sécuritaire sur la glace a généralement lieu de la fin décembre au début mars.

## Cours
La rivière Trout prend sa source à la confluence du ruisseau Jay (venant de l'est) et du ruisseau Wade (venant du sud-est) dans comté de Franklin, à l'est de Montgomery Center, Vermont, à une altitude de m. Cette source est située au nord de la route 58 et au sud de route 242 (Moutain Road).
De sa source, la rivière Trout coule sur 10,7 km principalement en zone agricole à l'exception de la traversée de Montgomery Centre et traversant la Missisquoi & Trout Wild and Scenic River, avec une dénivellation de NNNN m, selon les segments suivants:
- 1,6 km vers l'ouest, en récupérant le ruisseau Hannah Clark (venant du nord-est), en traversant la  route 242 (Moutain Road) au milieu de Montgomery Center, jusqu'à l'embouchure de South Branch Trout River (venant du sud);
- 3,6 km vers le nord-ouest, suivant plus ou moins l'itinéraire route 118 (North Main Street), passant au sud du village de Montgomery, traversant la North Main Street, jusqu'au ruisseau Black Falls (venant du nord-est);
- 2,9 km vers le nord-ouest, faisant une boucle vers le sud-ouest et traversant la North Main Street, puis bifurquant vers le nord, traversant le Longley Bridge Road, longeant le long de la Main North Street (sur le côté sud), bifurquer vers l'ouest afin de recueillir un ruisseau (venant du sud-ouest), puis se courber vers le nord-ouest, entrer dans Enosburg et faire quelques serpentins, jusqu'à Alder Brook (venant de l'est);
- 2,0 km d'abord vers le nord en suivant North Main Street (sur le côté ouest), en faisant une boucle vers le nord après avoir traversé le Hopkins Bridge Road, se bifurquer à l'ouest, puis au nord-ouest entrant dans East Berkshire, jusqu'à la route 118;
- 0,6 km vers le nord-ouest, en faisant deux serpentins, jusqu'à la bouche[2].

L'embouchure de la rivière Trout se vide sur la rive sud de la rivière Missisquoi, juste en aval d'un coude de rivière. De là, le courant va généralement vers l'ouest sur 66,3 km jusqu'à la rive est du lac Champlain.

## Toponymie
Le toponym "Trout River" a été enregistré le 29 octobre 1980 au registre de l'USGS (US Geological Survey).